# فانغ (أوبلاند)
فانغ (بالنرويجية: Vang) بلدية تقع في مقاطعة أوبلاند، النرويج. يُقدَّر عدد سكانها بـ 1,616 نسمة ومساحتها 1,505 كم2.

## أعلام
- إسبين بيرنتسين
- أمالي كريستي
- ثيودور ستانغ